# Barzio
Barzio là một đô thị trong tỉnh Lecco, trong vùng Lombardia của Ý, cự ly khoảng 60 km về phía đông bắc của Milan và khoảng 12 km về phía đông bắc của Lecco. Tại thời điểm ngày 31 tháng 12 năm 2004, đô thị này có dân số 1.291 người và diện tích là 21.4 km².
Đô thị Barzio có các frazione (làng) Concenedo.
Barzio giáp các đô thị: Cassina Valsassina, Cremeno, Introbio, Moggio, Pasturo, Valtorta, Vedeseta.